# زندگی در مریخ (مجموعه تلویزیونی بریتانیایی)
زندگی در مریخ (انگلیسی: Life on Mars) یک مجموعهٔ تلویزیونی بریتانیایی پخش شده از بی‌بی‌سی وان از ۹ ژانویه ۲۰۰۶ تا ۱۰ آوریل ۲۰۰۷ است. این مجموعه داستان یک افسر پلیس منچستر از سال ۲۰۰۶ (با بازی جان سیم) را بازگو می‌کند که به صورت مرموزانه خود را به عنوان یک افسر پلیس در دهه ۱۹۷۰ منچستر می‌بیند. زندگی در مریخ دوبار برندهٔ جایزه بهترین سریال درام در مراسم جوایز بین‌المللی امی شد و الهام بخش بازسازی‌های بین‌المللی بوده‌است.
اثر اقتباسی کره جنوبی از این مجموعه از ژوئن ۲۰۱۸ پخش شد.